# Valle de los Chillos
Valle de los Chillos es una zona geográfica ubicada en la parte sur oriental de la Ciudad de Quito en Ecuador, sobre la cual se asienta la administración zonal Los Chillos del Distrito Metropolitano de Quito; además de albergar al cantón Rumiñahui con su capital Sangolquí.
Está ubicada en la cuenca hidrográfica de Guayllabamba al sur oriente de la ciudad de Quito en la provincia de Pichincha a 2500 m s. n. m., rodeada de norte a sur por el volcán inactivo Ilaló y el Pasochoa y de este a oeste por el volcán Antisana y las Lomas de Puengasí.
Cuenta con un clima subtropical que a lo largo del año oscila entre 10 °C a 20 °C.
Hay que tomar en cuenta que el Valle de los Chillos no representa una administración política. Su población total supera los 300.000 habitantes.

## Historia
Los primeros pobladores del Valle de los Chillos datan del año 11000 a. C. en el cerro Ilaló llamado antes El Inga, ya para el siglo XV los Quitu-Cara habitaron esta región por su clima templado y debido a la riqueza de su suelo. En el año 1460 llegaron los incas al Valle quienes dividieron la región en dos partes; Annan Chillo que fue gobernado por Amador Amaguaña y sería la zona pobre y Urin Chillo que fue gobernado por Quimbalembo de Chillo y sucedido por Juan Zangolqui y sería la zona rica, actualmente en estos territorios se asientan las parroquias de Amaguaña, que pertenece a la Ciudad de Quito y Sangolqui la cual es la capital del Cantón Rumiñahui.
Para 1580 las órdenes religiosas adquirieron las tierras del Valle de Los Chillos y las convirtieron en haciendas y desde entonces se inició el cultivo del 'mejor maíz de la región' del maíz de Chillo, al valle se le dio el nombre de El Granero de Quito, una de las haciendas más famosas fue la Hacienda de Chillo propiedad de Juan Pío Montufar prócer de la independencia del Ecuador.
En 1809 fue en el Valle de los Chillos donde se llevó a cabo las reuniones secretas para conspirar contra la  Corona Española.
la reunión en el valle de los chillos fue en el mes de diciembre y le dieron el nombre de conspiración navideña.

## Geografía
Los Chillos se ubican en la cuenca hidrográfica de Guayllabamba al sur oriente de la ciudad de Quito, delimita al norte con el cerro Ilaló, al sur con el Pasochoa y el volcán Sincholagua, al este con el volcán Antisana y al oeste con las Lomas de Puengasí. se encuentra a una elevación de 2500 m s. n. m., El tipo de terreno en la zona poblada de Sangolquí es ondulado sin elevaciones mayores.
Tiene una longitud aproximada de 14 km en dirección Sur-Norte y 18 km en dirección este-oeste. Presenta un clima subtropical que se divide en dos estaciones; el invierno con lluvias prolongadas y el verano que son cuatro meses de clima semi-seco (con escasas precipitaciones) y vientos moderados. Debido a que se encuentra a pocos kilómetros al sur de la línea ecuatorial y a una altitud de 2500 m s. n. m. (metros sobre el nivel del mar), su temperatura oscila entre los 8 a los 29 °C. El valle de los chillos solía ser más lluvioso que los valles de Cumbayá, Guayllabamba y que los ubicados al norte de la zona urbana de Quito (Iñaquito y Valle de la Mitad del Mundo) que se caracterizan por tener un clima mucho más seco. El valle de los Chillos presenta similares características en cuanto a pluviosidad que el Valle del Río Machángara (Sur de Quito) y solamente es superado por el valle de Machachi, que es el más lluvioso de la hoya del Guayllabamba, lo que ha beneficiado para el desarrollo de las actividades agrícolas que le han dado el título del granero de Quito. Los meses más fríos son de octubre a mayo y los meses más cálidos son de junio a septiembre. La temperatura en el verano puede llegar a los 30 °C.

En el año 2015 parte del Valle de los Chillos fue declarada zona de emergencia a causa de la posible erupción del volcán Cotopaxi, se habilitaron rutas de escape y simulacros a gran escala en las zonas que podían verse afectadas por los lahares y el lodo. El riesgo fue alto en la zona.

## Política
El Valle de Los Chillos se encuentra en la Provincia de Pichincha y cuenta con dos administraciones municipales; la administración zonal Los Chillos que corresponde al municipio de Quito y la administración municipal del Cantón Rumiñahui. 
Los límites naturales son el Río San Pedro y el Río Pita,  los cuales dividen al Cantón Rumiñahui de la parroquias urbanas de la Ciudad de Quito. 

### Parroquias del Valle de los Chillos
| Alangasí   | Amaguaña  | Conocoto |
| Guangopolo | La Merced | Pintag   |

| Sangolqui | San Pedro de Taboada | San Rafael |
| Cotogchoa | Rumipamba            | Fajardo    |

## Vialidad
Al ser una conurbación urbana que está ubicada 8 km de la Ciudad de Quito, cuenta con la Autopista General Rumiñahui construida en la década de los años 70 y que fue ampliada en el año de 1994. Esta autopista constituye el principal eje conector entre el centro de la Ciudad de Quito y las localidades del valle. Diariarimente circulan unos 80.000 vehículos y cuenta con un telepeaje en los dos sentidos. 
La E35 de norte a sur, es la principal vía del País la cual es la Carretera Panamericana que une Canadá con la Patagonia y en su tramo atraviesa el oriente del Valle de los Chillos.  Es una conexión directa y alternativa con el Aeropuerto Internacional Mariscal Sucre, ha sido ampliada a tres carriles por cada calzada convirtiéndola en una autopista de primer orden.
Cruza las localidades de Pifo, Pintag, Cashapamba,  Sangolquí, Amaguaña y Tambillo hasta unirse con la Troncal de la Sierra al sur. 
La Av. Ilaló es una importante avenida que cruza el Valle de los Chillos de norte a sur de manera occidental,  desde el Cerro Ilaló hasta la parte alta de la Parroquia de Conocoto. Empieza su trazado en la Parroquia del Tingo y atraviesa varias urbanizaciones, negocios y colegios. Posee un paso deprimido y conexión directa con la Autopista General Rumiñahui. cruza por el sector del "El Triángulo".
La vía Ontaneda-Simón Bolívar es una vía que une el valle con el sur de Quito y otros sistemas de desarrollo vial que se encuentran en construcción para unir esta zona con el área urbana de Quito.

## Turismo
El valle de los Chillos se encuentra a 45 minutos del Aeropuerto Internacional Mariscal Sucre lo que la convierte en un punto favorable para el turismo de la zona, rodeada de nevados, ríos, cerros, cascadas, lagunas se convierte en un enlace entre la ciudad y la naturaleza que atrae a los habitantes de la zona urbana de Quito y Extranjeros.
La infraestructura hotelera cuenta desde hoteles de lujo hasta cuartos de renta por días, también con haciendas turísticas que sirven de hoteles en medio de la naturaleza en las afueras del Valle de los Chillos.
En el recorrido por el Valle de los Chillos se puede observar una variedad de monumentos, algunos de los más reconocidos son; el redondel al Colibrí o Quinde, ave símbolo del valle, y el Redondel del Choclo en honor al Maíz de Chillo producto estrella y tradicionalmente antiguo en la región, monumentos que son obra del artista ecuatoriano Gonzalo Endara Crow. La Plaza de Rumiñahui diseñada por el artista ecuatoriano Oswaldo Guayasamin, el monumento a la sed una plaza con una fuente central que muestra al campesino en busca de agua y no parece encontrarla es una obra del maestro Eduardo Kingman. Todos estos atractivos se encuentran localizados en la Ciudad de Sangolquí

### Cerro Ilaló
Es una elevación natural que separa el valle de Tumbaco con los Chillos sus aguas termales son la muestra de su actividad volcánica y famosas por curar enfermedades además de poder observar una diversidad de plantas como es espino negro y blanco, arrayanes, flores de izo, taxo, moras y más. Es un espacio natural único con senderos tanto para practicar senderismo como bicicleta de montaña en las modalidades de cross country y downhill.
En la cumbre del Ilaló se encuentra una cruz de acero de 18 metros de altura se dice que anteriormente esta cruz estaba cubierta de espejos y brillaba a la luz del sol alumbrando todo el valle.

### Refugio Pasochoa
El Pasochoa es un volcán extinto de una altura de 4200 m s. n. m. tras su última erupción su caldera quedó destruida y se convirtió en refugio para algunos bosques andinos. Se puede llegar a la cima por medio de 1034 gradas que fueron construidas junto a las tuberías de la represa construida en este refugio.
Desde la cima del Pasochoa se puede observar todo el valle, el sur de Quito, y algunas elevaciones de la avenida de los volcanes.

### Parque La Moya
Ubicada en la parroquia Conocoto constituye un símbolo de la recreación familiar, cuenta con jardines, lagunas artificiales, juegos infantiles, áreas deportivas y ciclovias. Anteriormente fue un área abandonada usada para ganado y vertiente de agua natural.

### Balneario El Tingo
Ubicada en la Parroquia Alangasí a las laderas del Ilaló es una extensión de unas 2 hectáreas con aguas termales, toboganes, piscinas, centros de tratamiento de enfermedades reumáticas, canchas deportivas y espacios de recreación infantil.
Sus aguas son de origen volcánico mezcladas con agua de filtración. El balneario El Tingo es famoso por los tratamientos de enfermedades por medio de sus aguas como la arteriosclerosis, flebitis, reumatismo, enfermedades de la piel, neuritis, trastornos del climaterio, infecciones gastrointestinales,y infecciones nerviosas, respiratorias y traumatismo. Las piscinas tienen temperaturas de 37 °C y en algunos casos llegan a los 40 °C.

### Santuario de Schoenstatt
Se encuentra en la parroquia de La Merced, es un santuario de peregrinación y gracias fundada por el Padre José Kentenich. Cuenta con jardines a sus alrededores además de jardines verticales.

### Cachaco
Ubicada en Amaguaña es un parque ecológico que se encuentra junto al río San Pedro, en la época del imperio inca era centro de adoración debido a la existencia del Curipogyio o Vertientes de Oro, una piscina sagrada donde las tribus y caciques la utilizaban para curar heridas y enfermedades, esto ocurría debido a la presencia de Uranio en sus aguas. el inca Atahualpa también uso esta piscina.
Cerca de Cachaco 500 metros río abajo se puede observar imágenes labradas en piedra como caras de sapos, piedras labradas de mamut y vasijas, actualmente es también un centro arqueológico.

### Laguna de La Mica
En los páramos del Antisana se encuentra la laguna de La Mica a 3900 m s. n. m. donde se puede apreciar agua cristalina y sobre todo fría, cuenta con un paisajo forrado con pajonales, especies de aves como el Cóndor y mamíferos como la llama.

### Laguna de Secas
Es una laguna ubicada cerca del volcán Antisana. Anteriormente era un río pero debido a la lava del Antisana que se secó produjo que el cauce del río se bloqueara y estancara el agua creando de este modo la laguna.
La laguna presenta una variada vegetación además de que se puede realizar pesca deportiva agroturismo y otras actividades.

### Reserva Antisana
Ubicada entre las provincias de Pichincha y Napo es parte de las 33 áreas protegidas del Ecuador con una extensión de 120.000 hectáreas, su mayor atractivo es el volcán Antisana con una altura de 5753 m s. n. m. en la cima del antiguo cráter se asienta un glaciar. La reserva cuenta con un bosque húmedo tropical, páramos, lagunas y es también el refugio del Cóndor andino.

### Casa de Kingman. Posada de la Soledad
Es un museo de arte ubicado en la parroquia San Rafael, muestra la obra del pintor Ecuatoriano Eduardo Kingman Riofrio considerado el Maestro del Expresionismo ecuatoriano.

## Educación
En esta zona se ubica una de las universidades más importantes del país; la Escuela Politécnica del Ejército (ESPE). De financiamiento público es una universidad de prestigio nacional e internacional.

## Cosmopolitismo
Al incrementar su población residencial se han desarrollado varias zonas con características culturales y recreativas muy diversas con su propio cosmopolitismo que atrae a turistas de todas partes. La llamada 'La Zona del Valle' es un grupo de discotecas, bares, karaokes restaurantes, comida rápida, etc
| Centros Comerciales |
| ------------------- |
| San Luis Shopping   |
| Ilaló Plaza         |
| River Mall          |
| Plaza Doral         |
| Plaza del Valle     |

## Demografía
La zona geográfica del valle de los Chillos tiene una población aproximada de 400.000 habitantes donde en su mayoría son personas de clase media-baja, media-alta y alta que residen en el valle pero trabajan o estudian en la zona urbana de Quito.

## Transporte
En la zona del valle de los Chillos existen varias cooperativas de transporte de pasajeros tanto de buses como de taxis y camionetas que sirven al sector.

### Sistema de Transporte Público
Los autobuses que se centran en el transporte exclusivo del Valle se identifican por el color verde que recorren desde cada parroquia hasta la Marín en el centro de Quito y algunos hasta la Pontificia Universidad Católica del Ecuador en el norte de centro-norte de Quito, además de varias cooperativas que sirven al cantón Rumiñahui y únicamente circulan en el sector.

## Fútbol
En el fútbol el valle presenta a su equipo de Sangolquí Club Social y Deportivo Independiente (Ecuador) o Independiente del Valle fundada el 1 de marzo de 1958, su escenario deportivo es el estadio Banco Guayaquil, ubicado en Fajardo (Sangolquí).